# IC 3683
IC 3683 је спирална галаксија у сазвјежђу Береникина коса која се налази на листи објеката дубоког неба у Индекс каталогу.
Деклинација објекта је + 20° 52' 19" а ректасцензија 12h 42m 20,6s. Привидна величина (магнитуда) објекта IC 3683 износи 16,3 а фотографска магнитуда 17,1. IC 3683 је још познат и под ознакама NPM1G +21.0333, PGC 1637726.